# کمرلر، قسطمونی
کمرلر (به ترکی استانبولی: Kemerler) یک منطقهٔ مسکونی در ترکیه است که در قسطمونی واقع شده‌است.